# Khajag Barsamian
Khajag Barsamian (Arapeguir, Turquia, 4 de julho de 1951) é um ministro da Igreja Apostólica Armênia. De 1990 a 2018 foi Primaz (desde 1992 Arcebispo) da Diocese Oriental da Igreja Apostólica Armênia na América do Norte (Católico de Echemiazim).
Barsamian começou sua educação no Seminário Santa Cruz do Patriarcado Armênio de Constantinopla, em Istambul. De 1967 a 1971 continuou seus estudos no Seminário Teológico do Patriarcado Armênio de Jerusalém. Foi ordenado sacerdote em 1971 e doutorou-se em Vardapet em 1973.
Khajag Barsamian trabalhou como pastor em Istambul, Oriente Médio e EUA. Em 1990 foi eleito Primaz da Diocese Oriental dos EUA e ordenado bispo pelo Catholicos Vasgen I em Etchmiadzin. Em 1992 recebeu o título de Arcebispo. 
Em maio de 2018, Barsamian anunciou que não buscaria um oitavo mandato como Primaz. Seu reinado de 28 anos como primaz é o mais longo da história da Diocese Oriental da Igreja Armênia da América. Em 2018 seu mandato como primaz terminou e ele se tornou o primeiro representante da Igreja Apostólica Armênia junto à Santa Sé.
Barsamian é co-editor de uma tradução da Bíblia Armênia Antiga para a Nova Armênia.